# Kabinett Virolainen
Das Kabinett Virolainen war das 49. Kabinett in der Geschichte Finnlands. Es amtierte vom 12. September 1964 bis zum 27. Mai 1966. Beteiligte Parteien waren Zentrumspartei (KESK), Nationale Sammlungspartei (KOK), Schwedische Volkspartei (RKP), und Volkspartei (KP).

## Minister
| Ressort                                                      | Name                  | Partei     | Amtszeitbeginn     | Amtszeitende |
| ------------------------------------------------------------ | --------------------- | ---------- | ------------------ | ------------ |
| Ministerpräsident                                            | Johannes Virolainen   | KESK       | 12. September 1964 | 27. Mai 1966 |
| Stellvertretender Ministerpräsident                          | Ahti Karjalainen      | KESK       | 12. September 1964 | 27. Mai 1966 |
| Äußeres                                                      | Ahti Karjalainen      | KESK       | 12. September 1964 | 27. Mai 1966 |
| Justiz                                                       | Johan Otto Söderhjelm | RKP        | 12. September 1964 | 27. Mai 1966 |
| Inneres                                                      | Niilo Ryhtä           | KESK       | 12. September 1964 | 27. Mai 1966 |
| Verteidigung                                                 | Arvo Pentti           | KESK       | 12. September 1964 | 27. Mai 1966 |
| Finanzen                                                     | Esa Kaitila           | KP         | 12. September 1964 | 27. Mai 1966 |
| Minister im Finanzministerium                                | Erkki Huurtamo        | KOK        | 12. September 1964 | 27. Mai 1966 |
| Bildung                                                      | Jussi Saukkonen       | KOK        | 12. September 1964 | 27. Mai 1966 |
| Landwirtschaft                                               | Mauno Jussila         | KESK       | 12. September 1964 | 27. Mai 1966 |
| Ministerin im Landwirtschaftsministerium                     | Marja Lahti           | KESK       | 12. September 1964 | 27. Mai 1966 |
| Verkehr und öffentliche Arbeiten                             | Grels Teir            | RKP        | 12. September 1964 | 27. Mai 1966 |
| Minister im Ministerium für Verkehr und öffentliche Arbeiten | Esa Timonen           | KESK       | 12. September 1964 | 27. Mai 1966 |
| Handel und Industrie                                         | Toivo Wiherheimo      | KOK        | 12. September 1964 | 27. Mai 1966 |
| Soziales                                                     | Juho Tenhiälä         | KP         | 12. September 1964 | 27. Mai 1966 |
| Minister im Sozialministerium                                | Kaarle Sorkio         | unabhängig | 12. September 1964 | 27. Mai 1966 |